# Бацање коске
Бацање коске је гест рукама. Изводи се тако што две особе истовремено подигну једну руку (у висини главе) и гурну, клизну или пљесну дланом о длан друге особе. Гест често усмено претходи фраза попут „Баци коску”, „Баци пет” или „Баци петака”. Његово значење разликује се у зависности од контекста употребе. Обично представља поздрав, честитање или прослављање нечега.
Много је прича о пореклу геста. Два документима најпоткрепљенија кандидата су Дасти Бејкер и Глен Берк из америчког професионалног бејзбол тима Лос Анђелес доџерс, 2. октобра 1977. и Вајли Браун и Дерек Смит из мушке кошаркашке екипе Луивил кардиналс током сезоне 1978/79.